# 1759 aux échecs
| Années des échecs : 1756 - 1757 - 1758 - 1759 - 1760 - 1761 - 1762    |
| Décennies des échecs : 1720 - 1730 - 1740 - 1750 - 1760 - 1770 - 1780 |

Cet article présente les faits marquants de l'année 1759 aux échecs.

## Naissances
- William Pelham, auteur du premier livre d’échecs américain, publié en 1805.